# Мирошников, Евгений Иванович
Евгений Иванович Мирошников (1903—1938) — советский хозяйственный деятель.

## Биография
Родился в слободе Дедовка Богучарского уезда Воронежской губернии. В 1919 году в неполных 16 лет ушёл добровольцем в Красную Армию, службу закончил в 1921 году в должности политрука полка. В 1928 году окончил Московский инженерно-экономический институт, работал на разных должностях в ВСНХ. 
С января 1933 года возглавил авиастроительный завод № 21. Евгений Иванович Мирошников руководил застройкой посёлка Орджоникидзе, по его инициативе построена школа № 66, первые библиотеки и клуб «1 Мая». Награждён орденом Ленина. 
3 февраля 1938 года Евгений Мирошников был арестован по обвинению в принадлежности к «правотроцкистской, террористической и диверсионно-вредительской организации в авиационной промышленности», расстрелян 7 сентября 1938 года.

## Награды
- Орден Ленина

## Память
С 18 апреля 1978 года имя Е. И. Мирошникова носит улица в Московском районе Нижнего Новгорода (бывшая Ардатовская).